# Nick Mantis
Nicholas "Nick" Mantis (East Chicago, Indiana; 7 de diciembre de 1935-Schererville, Indiana; 13 de agosto de 2017) fue un baloncestista estadounidense que disputó dos temporadas en la NBA y una más en la ABL. Con 1,91 metros de estatura, jugaba en la posición de base.

## Trayectoria deportiva

### Universidad
Jugó durante tres temporadas con los Wildcats de la Universidad Northwestern, siendo titular en todas ellas y capitán en las dos últimas, en las que fue elegido en el mejor quinteto de la Big Ten Conference.

### Profesional
Fue elegido en la trigésimo séptima posición del Draft de la NBA de 1959 por St. Louis Hawks, quienes lo traspasaron semanas después a los Minneapolis Lakers junto con Chuck Share, a cambio de Larry Foust. En los Lakers jugó únicamente 10 partidos, en los que promedió 2,1 puntos.
Tras ser despedido, jugó una temporada en los Kansas City Steers de la ABL, en la que promedió 14,6 puntos por partido, siendo incluido en el segundo mejor quinteto de la competición.
En 1962 ficha por los St. Louis Hawks, pero tras 9 partidos es traspasado a los Chicago Zephyrs, donde jugaría sus últimos partidos como profesional, promediando 5,9 puntos y 2,4 rebotes.

## Estadísticas de su carrera en la NBA

### Temporada regular
| Temporada | Edad | Equipo             | Liga | P  | TIT | MIN  | TC  | TCA | %TC  | 3P | 3PA | %3P | TL  | TLA | %TL  | R.OF. | R.DEF. | REB | ASIS | ROB | TAP | PER | FP  | PTS |
| 1959-60   | 24   | Minneapolis Lakers | NBA  | 10 |     | 7.1  | 1.0 | 3.9 | .256 |    |     |     | 0.1 | 0.2 | .500 |       |        | 0.6 | 0.9  |     |     |     | 0.8 | 2.1 |
| 1962-63   | 27   | TOTAL              | NBA  | 42 |     | 16.3 | 2.2 | 5.8 | .385 |    |     |     | 0.6 | 1.2 | .551 |       |        | 2.0 | 2.0  |     |     |     | 2.2 | 5.1 |
| 1962-63   | 27   | St. Louis Hawks    | NBA  | 9  |     | 6.4  | 0.9 | 2.2 | .400 |    |     |     | 0.3 | 1.0 | .333 |       |        | 0.7 | 0.8  |     |     |     | 1.4 | 2.1 |
| 1962-63   | 27   | Chicago Zephyrs    | NBA  | 33 |     | 19.0 | 2.6 | 6.8 | .384 |    |     |     | 0.7 | 1.2 | .600 |       |        | 2.4 | 2.3  |     |     |     | 2.5 | 5.9 |
| Total     |      |                    | NBA  | 52 |     | 14.5 | 2.0 | 5.4 | .367 |    |     |     | 0.5 | 1.0 | .549 |       |        | 1.8 | 1.8  |     |     |     | 2.0 | 4.5 |